# Hanebado!
Hanebado! (jap. はねバド!, auch Hanebad!) ist eine Manga-Serie von Kosuke Hamada, die seit 2013 in Japan erscheint. Das Werk dreht sich um die Mädchen in einem Oberschul-Badminton-Klub und ist ins Genre Sport einzuordnen. Es wurde 2018 als Anime-Fernsehserie adaptiert.

## Inhalt
Der Badminton-Klub der Kitakomachi-Oberschule sucht nach neuen Mitgliedern, um an Wettbewerben teilnehmen zu können. Ihre Kapitänin Nagisa Aragaki ist zwar eine gute Spielerin, verlangt aber von allen im Klub hartes Training und vertreibt so viele Interessenten. Der neue Trainer Kentarō Tachibana sieht die sportliche Ayano Hanesaki, die neu ins erste Jahr gekommen ist, und versucht sie für den Klub zu gewinnen. Doch sie weigert sich, weil sie Badminton hasst. Ihre Freundin Elena schleift Ayano schließlich doch mit in den Klub, da sie früher sehr gern Badminton gespielt hat. Elena selbst wird die Managerin des Klubs. Doch beim ersten ernsthaften Spiel des Klubs gegen Kaoruko Serigaya von der Konan-Oberschule, eine Rivalin Ayanos von der Mittelschule, verliert Ayano erneut den Spaß am Spiel. Ihre Mutter Uchika Hanesaki war eine berühmte Spielerin, die ihre Liebe zu Badminton an ihre Tochter weitergegeben hat. Doch als Ayano bei einem Spiel gegen Serigaya verlor, wurde sie von ihrer Mutter verlassen, lebt seither bei ihren Großeltern und begann das Spiel zu hassen. Erst durch die Unterstützung der anderen Klubmitglieder kann Ayano den Spaß am Spiel, den sie in der Kindheit hatte, wiederfinden.
Bei einem Trainingslager des Klubs gemeinsam mit dem Spielerinnen einer anderen Schule trifft Ayano unverhofft auf Connie Christensen. Das dänische Mädchen ist ein vielversprechendes Talent im Badminton und wurde von Ayanos Mutter trainiert, nachdem diese Ayano verließ. Connie ist wie eine zweite Tochter für Uchika und will nun beweisen, dass sie auch die bessere Spielerin ist. Mit einer aggressiven, ihrer eigenen Partnerin gegenüber rücksichtslosen Spielweise kann sie siegen, ist am Ende aber ähnlich unglücklich wie Ayano. Connie wird von ihren Mitschülerin aufgemuntert und spricht am Ende des Trainingslagers mit Ayano über ihre Mutter, die bald zurück nach Japan kommen soll. Ayano aber hat begonnen ihre Mutter zu hassen und will sie nicht mehr sehen.
Bei den folgenden Oberschulspielen kann sich die Mannschaft der Kitakomachi gut halten. Sie treffen viele bekannte Gesichter wieder und an einem Tag zwischen den Spielen machen Connie und Ayano zusammen mit Elena und Connies Freundin Yuika einen Ausflug in ein Einkaufszentrum. Dort lernen sich die Mädchen besser kennen, doch Ayano lässt eine unbändigen Willen zum Sieg über Connie und alle anderen Spieler erkennen, um ihrer Mutter zu zeigen, dass sie zu Unrecht verlassen wurde. Als Uchika Hanesaki bald darauf in Japan ankommt, sagt sie zu ihrer Tochter, dass sie sie mit ihrer Abwesenheit nur abhärten wollte.
Im Finale des Oberschulturniers stehen sich schließlich Nagisa und Ayano gegenüber. Während Ayano nur auf den Sieg fokussiert ist und dabei Spaß und ihre Freunde immer mehr aus den Augen verliert, hat Nagisa mit ihrem Knie und dem größeren Talent Ayanos zu kämpfen. Dennoch kann die motivierte Nagisa ihre Kontrahentin nach einem verlorenen ersten Satz im zweiten Satz besiegen. Ayano verliert daraufhin ihren Mut, denn sie merkt, dass auch das Publikum sie nicht unterstützt. So findet sie nochmals Kraft und kann aufholen, sodass das Spiel am Ende nur knapp für Nagisa entschieden wird. Uchika Hanesaki ist dennoch stolz auf das Spiel ihrer Tochter und lädt sie nach Dänemark ein. Doch Ayano lehnt ab und bleibt lieber bei ihren Freunden. Nagisas Knie muss behandelt werden, doch bald kann sie wieder mit dem Training beginnen und auch gegen Ayano spielen, mit der sie zusammen bei den Landesmeisterschaften teilnimmt.

## Veröffentlichung
Der Manga erscheint seit Juni 2013 im Magazin Good! Afternoon bei Kōdansha. Die Serie wird auch in bisher zwölf Sammelbänden veröffentlicht. Der 12. Band verkaufte sich in der ersten Woche über 16.000 Mal.

## Anime-Fernsehserie
2018 entstand bei Liden Films eine 13-teilige Anime-Fernsehserie. Hauptautor war Taku Kishimoto und Regie führte Shinpei Ezaki. Das Charakterdesign entwarf Satoshi Kimura und die künstlerische Leitung lag bei Kazuhiro Inoue. Die Serie wurde vom 1. Juli bis 1. Oktober 2018 von AT-X, Tokyo MX, Kansai TV und BS11 in Japan ausgestrahlt. Parallel wurde sie von der Plattform Crunchyroll international veröffentlicht, unter anderem mit deutschen und englischen Untertiteln. Funimation brachte außerdem eine englische Synchronfassung per Streaming heraus.

### Synchronisation
| Rolle             | Japanische Stimme  |
| ----------------- | ------------------ |
| Ayano Hanesaki    | Hitomi Ohwada      |
| Nagisa Aragaki    | Miyuri Shimabukuro |
| Riko Izumi        | Yūna Mimura        |
| Elena Fujisawa    | Konomi Kohara      |
| Kentarō Tachibana | Nobuhiko Okamoto   |
| Miyako Tarōmaru   | Mikako Komatsu     |
| Kaoruko Serigaya  | Asami Shimoda      |
| Conny Christensen | Mariya Ise         |

### Musik
Die Musik komponierte Tatsuya Katō. Der Vorspanntitel ist Futari no Hane von Yurika und der Abspann wurde unterlegt mit High Stepper von Yuiko Ōhara.